# ماریا پرشی
ماریا پرشی (انگلیسی: Maria Perschy؛ ‏ ۲۳ سپتامبر ۱۹۳۸ – ۳ دسامبر ۲۰۰۴) بازیگر اهل اتریش بود. 
از فیلم‌ها یا برنامه‌های تلویزیونی که وی در آن نقش داشته است، می‌توان به چشمان آبی عروسک شکسته، آدم‌کشی‌های کوچه بزرگ و قلعه فو مانچو اشاره کرد.